# 近水灣

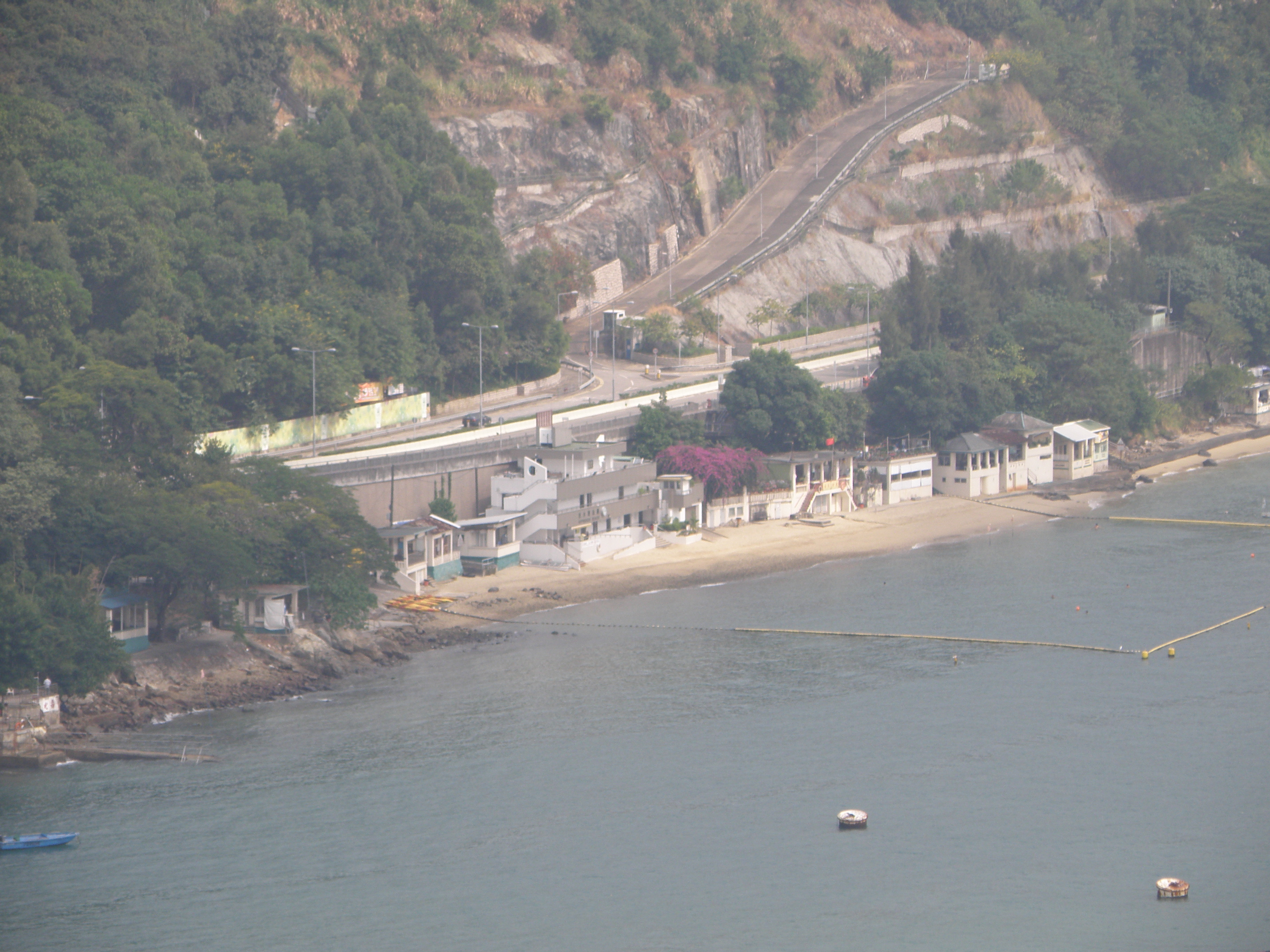
近水灣

近水灣（英語：Approach Beach）是香港新界荃灣區西部的公眾泳灘，位於油柑頭與汀九之間。泳灘因受到污染，曾停止開放；後因水質改善，於2011年6月15日重開。

## 簡介
近水灣是最接近荃灣西站及荃灣市中心的海灘，於1987年夏季正式由香港政府刊憲。其灘面雖然略比汀九灣長，但卻是石灘，因為海邊鋪滿石塊，沙地中常有硬物。值得一提，於都會區下荃灣海岸線以汀九橋以東為界線的維港範圍內不准游泳條款中，此處和汀九灣為唯二可在法例下豁免的海灘（目前香港法例第313章附屬法例《船舶及港口管理規例》下，未經海事處處長批准，任何人均不得在維港游泳），不過汀九灣已是維港範圍最西北角位置了。
近水灣沿岸較多石頭，對於親子休閒游泳較不適合，但近年來有不少康體協會進駐沙灘泳屋，其中以獨木舟/獨木舟水球及直立板較為繁盛。

## 歷史

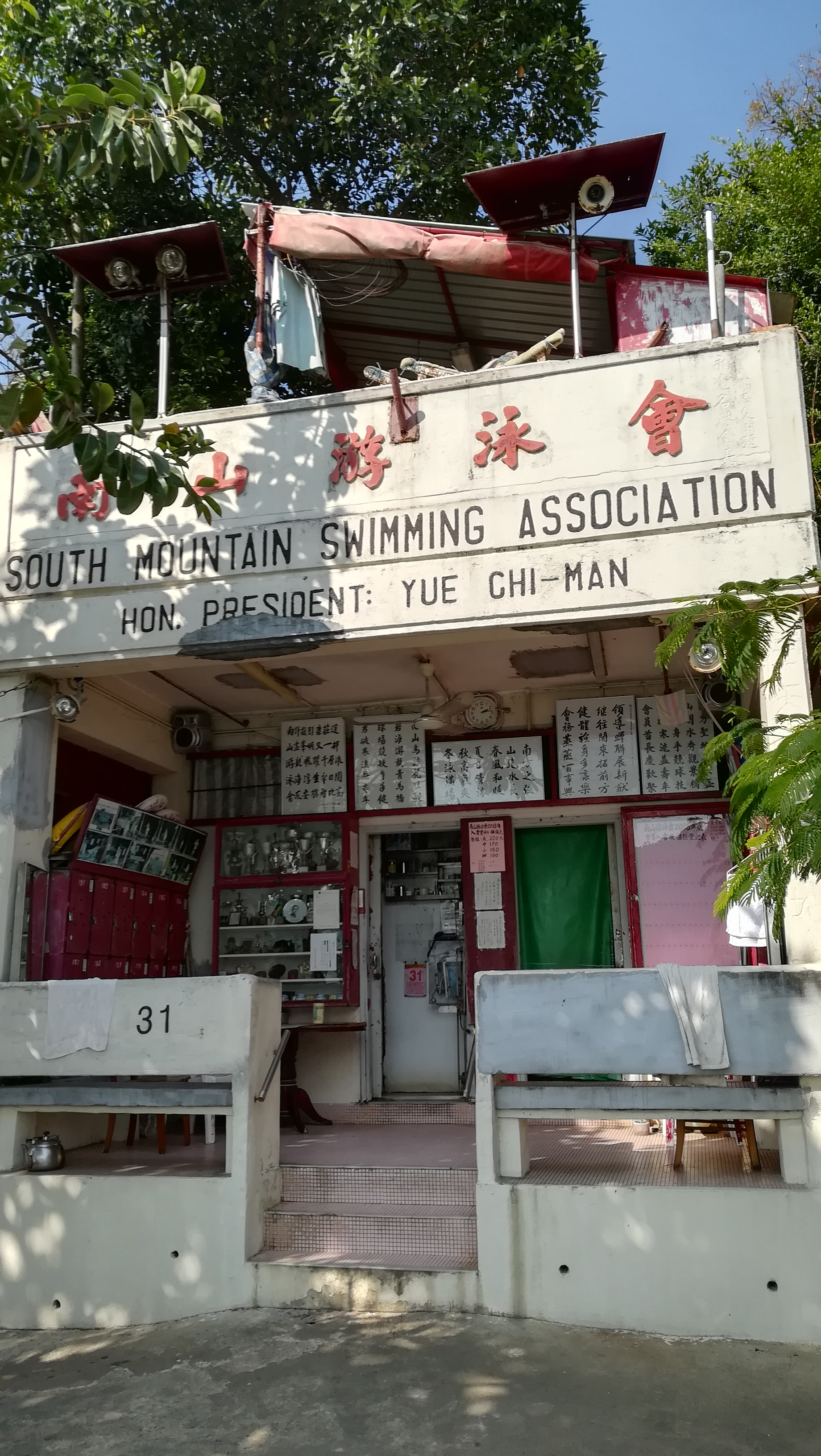
南山游泳會

1987年5月，英皇御准香港賽馬會協助前區域市政局開放泳灘。開放後不足十年，基於大輪船的油污問題愈來愈嚴重，加上當時政府因為在其附近海域興建汀九大橋和青嶼幹線（青馬大橋），故此於1995年宣布泳灘水質受到污染（即達到環境保護署的水質級數中的「欠佳」水平），勸籲市民不可再到該泳灘游泳。
1995年後，這個已經被污染的海灘還有市民不畏危險，繼續在海上暢泳；鄰近的「東方冬泳會」和「南山游泳會」在該海灘上活動。
2011年，因水質改善，水質指標達到適合游泳的水平，康文署於2011年6月15日重開近水灣。同日重開的，還有同區的麗都灣、更生灣和海美灣。

## 外部連結
- 康樂及文化事務署 （页面存档备份，存于）
- 九龍汽車（1933）有限公司 （页面存档备份，存于）